# Oberamt Eschenau

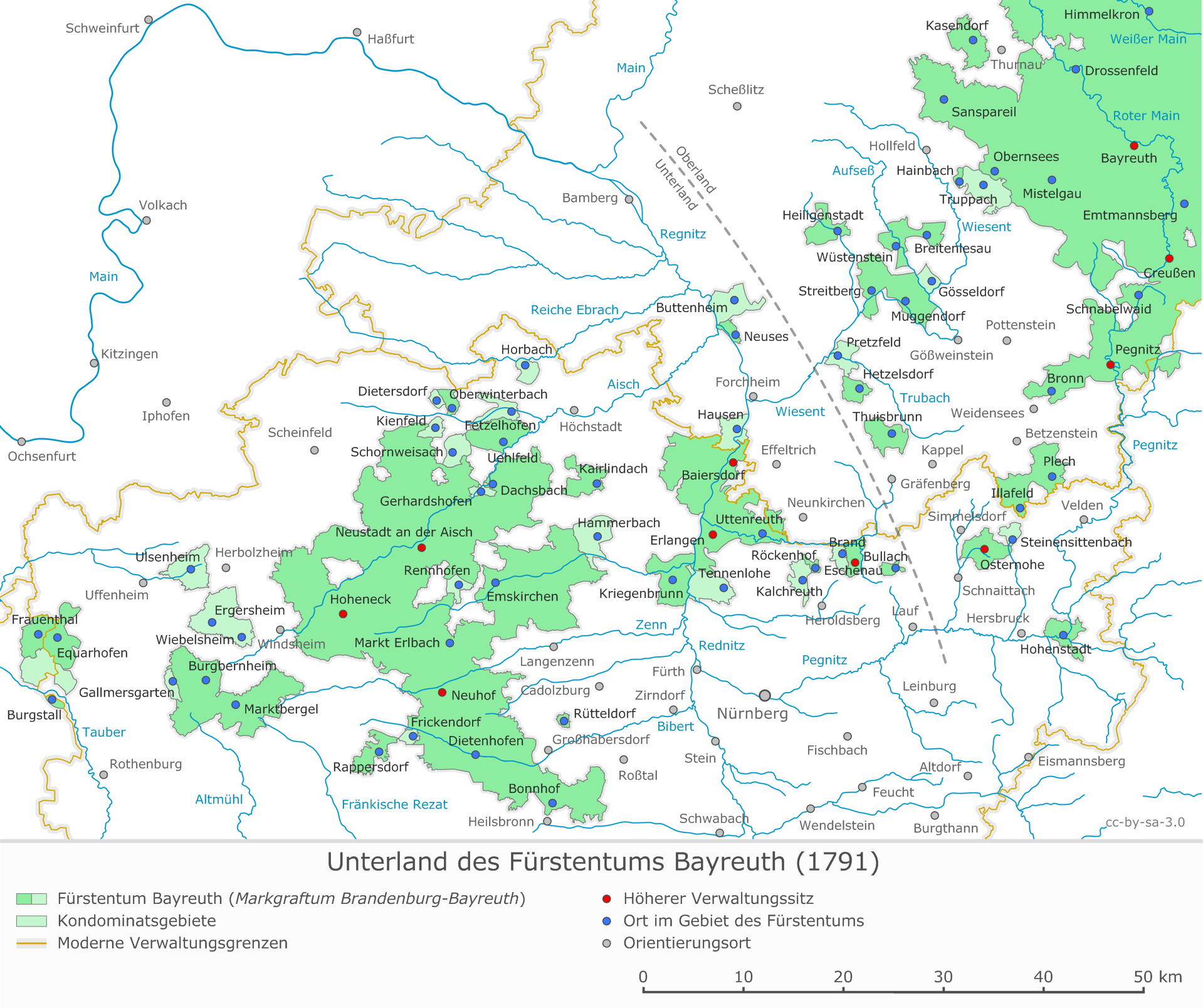
Das Unterland des Fürstentums Bayreuth mit dem Oberamt Eschenau im äußersten Osten

Das Oberamt Eschenau war ein Verwaltungsgebiet des Fürstentums Bayreuth, das bis 1791/92 von einer Nebenlinie der Hohenzollern regiert wurde. Eingerichtet wurde das Oberamt Eschenau 1752, nachdem es dem Fürstentum Bayreuth entgegen dem Widerstand der Reichsstadt Nürnberg gelungen war, den bis dahin einem Nürnberger Eigenherren gehörenden Markt Eschenau käuflich zu erwerben.